# Da'anshan
Da'anshan (kinesiska: 大安山, 大安山乡) är en socken i Kina. Den ligger i Fangshan i storstadsområdet Peking, i den norra delen av landet, omkring 54 kilometer väster om stadskärnan. Antalet invånare är 11 217. Befolkningen består av 4 444 kvinnor och 6 773 män. Barn under 15 år utgör 13,0 %, vuxna 15-64 år 80 %, och äldre över 65 år 6,0 %.